# Agnostus
Genre
Agnostus est un genre de trilobites de la famille des Agnostidae. Les membres de ce genre ont laissé des fossiles datés du Cambrien inférieur à l'Ordovicien supérieur (de 540 à 438 millions d'années). Il s'agit d'espèces de petite taille, dont le corps, qui mesure de 3 à 5 mm de longueur, est divisé en deux métamères.

## Liste d'espèces
- Agnostus artilimbatus
- Agnostus babcocki
- Agnostus bonnerensis
- Agnostus brighamensis
- Agnostus captiosus
- Agnostus neglectus
- Agnostus valentinus

## Référence taxinomique
- (en) Paleobiology Database : Agnostus Brongniart 1822